# 白文正
白文正（1952年10月14日—2008年7月2日）為臺灣企業家、寶來證券金融集團總裁，被外界喻為「新金融商品教父」，享年55歲。

## 生平
白文正出生於臺灣台北市、家中有七個兄弟姊妹。白文正15歲那年在林務局工作的父親過世，因此白文正的求學生涯是一邊讀書、一邊在臺北萬華當送報生度過的。白文正畢業於台北商專會統科。

### 進入金融業
白文正退伍之後在國泰人壽當業務員，後來轉到第一證券工作。白文正在二十五歲那年靠著股市賺了人生第一個一百萬、三十歲不到就累積五千萬資產。白文正在1988年以七千萬新台幣作為資金、與朋友創立寶來證券，並在短短十七年間成為跨足證券、投信、期貨、銀行、產險、員工高達五千六百人的金融集團、總市值達到四百億。。

### 遭媒體影射和平反
白文正在2008年5月因在2004年年底以每股六十九元的高價賣出手中一萬張寶來投信持股給寶來證券、獲利五億多元新台幣而遭檢調以涉嫌內線交易為由搜索。。同年七月白文正在又因考試院長提名人一案被壹傳媒影射其捐款一億元新臺幣給交通大學的行為是在以金錢換取學位。考試院院長被提名人張俊彥被《壹週刊》指出在擔任交通大學校長期間接受寶來集團招待。
醜聞於隔年平反，前交大校長張俊彥，原本2008年被馬總統提名，出任考試院長，但資格審查期間，張俊彥被爆出遭到財團供養的風波，導致同樣捲入風暴的寶來證券總裁白文正跳海輕生，也讓張俊彥退出提名。時間過了一年於2009年，監察院完成調查報告，認為張俊彥和白文正沒有違法疑慮，替2位當事人平反。張俊彥獲知消息後，立即發電子郵件給監委，自己有幸在有生之年盼到正義伸張，但對已經撒手人寰的白文正來說，一切都太遲了。

### 落海身亡
2008年7月2日下午5時20分，白文正在搭機抵達澎湖馬公後、搭乘計程車前往二崁古厝，但白文正提前在漁翁島遊客中心下車後即失聯繫。之後白文正的公司部屬與家屬先後搭機到澎湖尋人，但在7月4日早上，漁民於西嶼海域發現遺體，經家屬指認後確定為白文正。由於澎湖缺乏專業法醫，檢察官在2008年7月4日中午初步相驗只能確定白文正死因是溺水、無法進一步證實死者係生前或死後落水。但因勘驗白文正僅臉部有些微擦傷，所以檢察官在家屬同意下將遺體先行發交家屬領取運回台北，但暫時不得火化。而在白文正去世之後，負責寶來案的台北地檢署表示對白文正涉嫌背信的偵查不會受到影響，而將來結案以後，死亡的被告將依法不起訴。白文正一死引起台灣對於媒體文化的檢討。

## 贊助學校與體育團體

### 公益活動
白文正生前曾數次捐款給學術機構，其中包括捐款一億元新臺幣給交通大學興建美術館、2008年6月捐贈兩千萬給政大興建位於商學院六樓的頂尖學園。白文正擔任中華臺北冰球協會理事長期間曾於1999年全額補助中華隊出國前往北韓平壤參加亞洲大洋洲冰球錦標賽。白文正在2004年創立中華民國冰球協會，並在2008年3月贊助中華青年隊前往墨西哥角逐世界十八歲級冰球錦標賽、4月參加香港亞洲挑戰盃冰球錦標賽。

### 交通大學
交大自1993年起開始與白文正的寶來集團進行長期合作關係。寶來集團曾捐贈新竹校區財務金融研究室、台北校區金融實驗教學實驗室以及提供新台幣三百萬元給資財系畢業生赴美國加州柏克萊大學等校遊學。
白文正大力支持籌建美術館的構想，並2004年間捐贈交大一千四百四十萬元。交大與寶來金融集團於2006年7月進行簽約儀式，並於同年8月舉行動土典禮。但由於建材價格上漲的緣故，美術館的興建工程已暫緩，而該款項目前仍於校務基金中。

## 私人生活
白文正與葉美麗之間的婚外情在白文正去世之後公開於檯面。葉美麗曾經工作於第一證券、名列證券業出名的四大金釵之一。葉美麗二十年前在為白文正生下一子白介芃後淡出金融圈，並獨自帶著白介芃到加拿大求學。葉美麗在白介芃申請進入紐約大學就讀後返臺，並在前往指認白文正遺體後受到媒體詢問背後是否有爭奪遺產的動機。對此，葉美麗強烈否認。

## 外部連結
- 寶來集團 白文正簡歷